# Diaphorus marginalis
Diaphorus marginalis är en tvåvingeart som först beskrevs av Becker 1922.  Diaphorus marginalis ingår i släktet Diaphorus och familjen styltflugor. Inga underarter finns listade i Catalogue of Life.